# Am Poeler Tor 3 (Wismar)
Der ehemalige Speicher Am Poeler Tor 3 in Wismar-Altstadt in der Nähe zum Wassertor und dem Alten Hafen stammt von 1658.
Das Gebäude steht unter Denkmalschutz. Es wird heute als Produktionsstätte und Lagerhaus genutzt.

## Geschichte

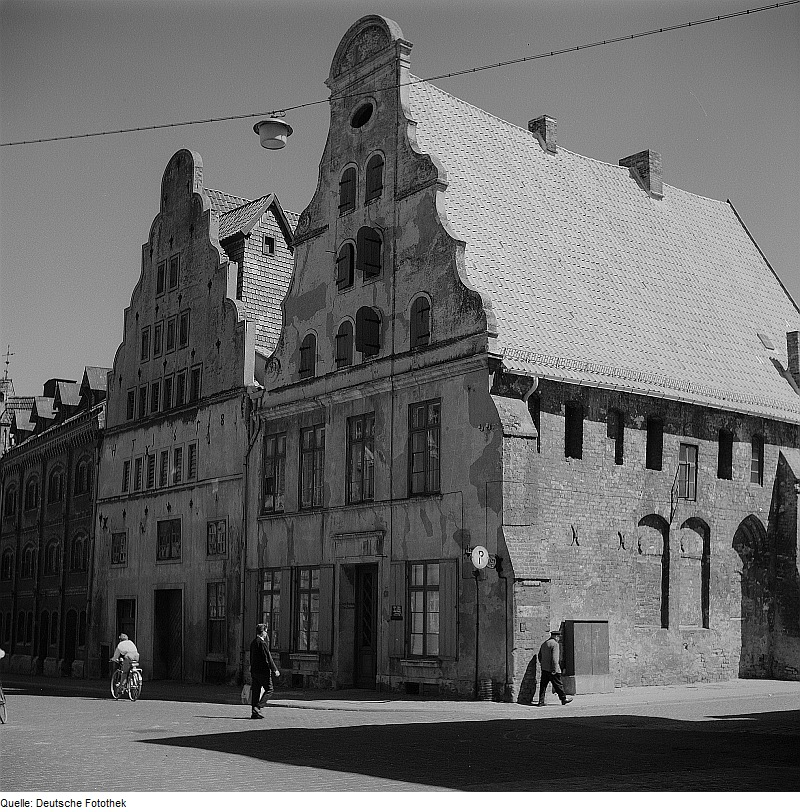
Am Poeler Tor Nr. 1+3 von vor 1977

Das Grundstück Am Poeler Tor 3 erstreckt sich L-förmig um Am Poeler Tor 1 in Richtung Hundestraße, mit dem zweigeschossigen verklinkerten Stallgebäude von Anfang 1900. Das dreigeschossige verputzte barocke Giebelhaus mit dem dreigeschossigen Giebel mit rundem Abschluss war ein Speicher von 1658. Es stand vor und nach 1990 für längere Zeit leer. Die beiden Giebelhäuser Nr. 1 und 3 bilden ein sehenswertes Ensemble.
Das Gebäude wurde 2008/09 saniert, auch mit Mitteln der Städtebauförderung (Fassade, Dach). Es erfolgten innen keine Umbauten, da der Eigentümer diesen Speicher zur Lagerung für sein benachbartes Unternehmen benötigte. Als „Beispielhafte Sanierung“ wurde die Maßnahme erwähnt.
Die beiden sanierten, stadtbildprägenden Speichergebäude Am Poeler Tor 3 und 5 (Bau von 1870) bilden eine gemeinsame Betriebsstätte.